# Новая система оплаты труда
Новая система оплаты труда — способ начисления зарплаты работников бюджетной сферы, введённый в России с 1 декабря 2008 года. Новая система оплаты труда заменила единую тарифную сетку и позволила руководителям предприятий единолично распоряжаться фондом заработной платы и поощрять наиболее квалифицированных работников. При этом реформа не подразумевает сокращения зарплаты, а, напротив, предполагает увеличение федерального фонда заработной платы на 30 %.

## Состав зарплаты по НСОТ
Зарплата делится на три части:
- оклад,
- компенсационные выплаты — доплата за совмещение должностей, замену и интенсивность работы
- стимулирующие выплаты[2] — премии, денежные вознаграждения, выплата за выслугу лет.

## Критика
Критики утверждают, что новая система оплаты труда не улучшила положения работников бюджетной сферы. В результате реформы улучшили своё материальное положение главным образом руководители учебных заведений, которые смогли повысить зарплату до 50 %, тогда как у некоторых рядовых учителей доход втрое уменьшился из-за нежелания директоров увеличивать стимулирующие выплаты